# Élections municipales bahreïniennes de 2022
Les élections municipales bahreïnies de 2022 ont lieu le 12 novembre 2022 à Bahreïn, en même temps que les élections législatives. Les mandats de trente conseillers municipaux sont ainsi à pourvoir.